# Plasma (estat de la matèria)
En fisica i química el plasma és un estat de la matèria en el qual un percentatge elevat (o fins i tot, tots) dels àtoms estan ionitzats i lliures amb la presència d'una certa quantitat d'electrons lliures, no lligats a cap àtom o molècula. És un fluid, format per electrons i ions positius. Això fa que el plasma sigui conductor elèctric i que respongui fortament als camps electromagnètics. El plasma presenta unes propietats diferents de les dels sòlids, líquids i gasos, de manera que és considerat com un altre estat de la matèria. Pot presentar-se de diferents maneres: com a núvols gasosos neutres, com s'observa en cas de les estrelles; en forma de gas, el plasma no té una forma o un volum definits, però sota la influència d'un camp magnètic pot formar estructures com raigs de ions o bé com a suspensions de partícules de l'ordre del nanòmetre o el micròmetre.
Una flama pot ser considerada com una forma de plasma parcial de baixa temperatura.

## Història
La disciplina avui denominada física del plasma va néixer de la convergència entre dues línies d'investigació originades al segle xix. D'una banda, l'estudi rigorós de les descàrregues elèctriques va ser iniciat a Anglaterra per Michael Faraday i va ser continuat després per Joseph John Thomson, William Crookes i Sealy Edward Townsend. El 1923, Irving Langmuir va observar que els gasos ionitzats presents en una descàrrega responien col·lectivament a les pertorbacions externes. Aquesta qualitat, anàloga a la dels plasmes sanguinis, li va portar a adoptar el terme plasma per referir-se a aquests sistemes.
L'altra columna sobre la qual descansa la física del plasma prové dels estudis sobre el comportament de fluids conductors sota la influència de camps electromagnètics. Aquesta disciplina, dita magnetohidrodinàmica, va ser desenvolupada inicialment per Faraday i André-Marie Ampère. Al segle xx, la magnetohidrodinàmica va permetre estudiar fenòmens observats al Sol i a la ionosfera terrestre. Per exemple, les ones magnetohidrodinàmiques, avui anomenades ones d'Alfvén en honor del físic suec Hannes Alfvén, van ser introduïdes per ell mateix el 1942. Aquesta aportació va ser premiada amb el Premi Nobel de Física del 1970, únic premi Nobel concedit fins avui per treballs en la física del plasma.
Després de la Segona Guerra Mundial, el creixent interès a desenvolupar reactors de fusió que proporcionessin una energia neta, segura i barata va alimentar un ràpid avenç de la física del plasma, essencial per a entendre el comportament d'un gas a les altes temperatures necessàries en l'interior de tals dispositius. Malgrat l'optimisme inicial, la fusió nuclear encara no ha aconseguit complir les seves promeses, principalment a causa de l'existència d'inestabilitats abans desconegudes en el plasma. Tanmateix, la comunitat científica espera que el reactor termonuclear experimental internacional (ITER) aconsegueixi eliminar tals inestabilitats i operi en condicions energèticament rendibles de fusió.
Actualment, la física del plasma és una disciplina madura i extensa. Les seves eines són imprescindibles en la investigació astrofísica i geofísica; les seves aplicacions tenen una gran importància econòmica i van des de la fusió nuclear esmentada fins al tractament de materials mitjançant descàrregues elèctriques. Altres usos industrials en són el gravat de circuits electrònics i la purificació d'emissions contaminants.

## Exemples de plasma

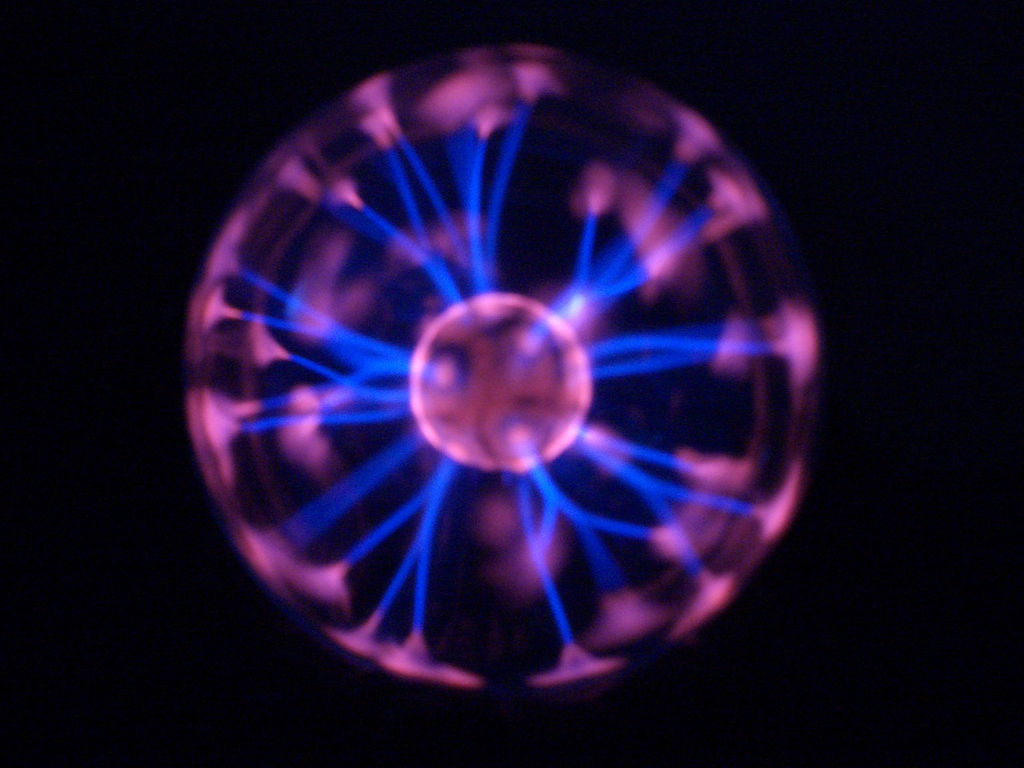
Un llum de plasma

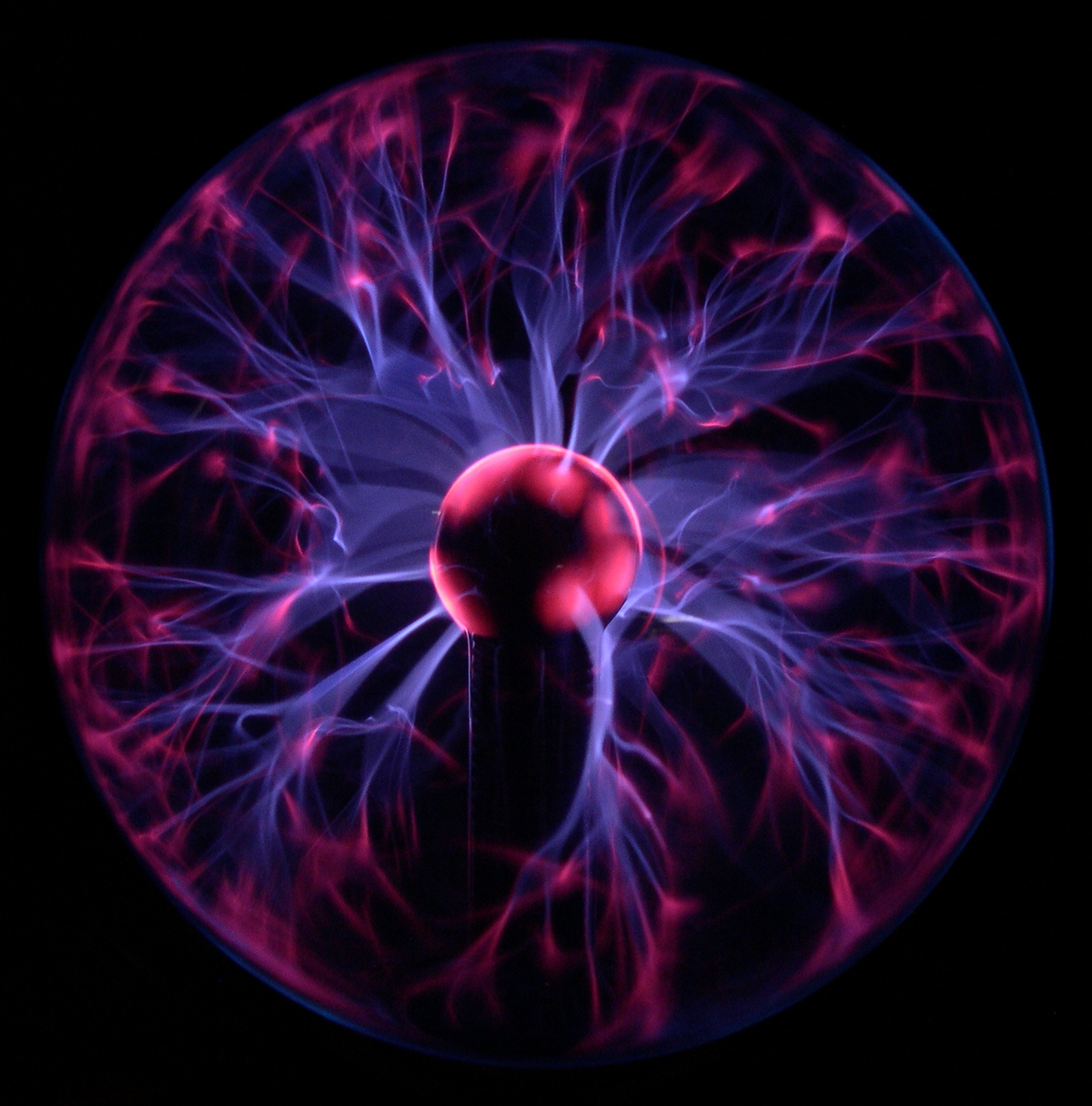
Una altra vista del llum de plasma

Els plasmes formen l'estat d'agregació més abundant de la natura. De fet, la major part de la matèria en l'univers visible es troba en estat de plasma. Alguns exemples de plasma són:
- Produït artificialment:
  - En l'interior d'un tub fluorescent (il·luminació de baix consum).
  - Matèria expulsada per la propulsió de coets.
  - La regió que envolta l'escut tèrmic d'una nau espacial durant la seva entrada en l'atmosfera.
  - L'interior d'un reactor de fusió.
  - Les descàrregues elèctriques d'ús industrial.
  - Les boles de plasma.

- Plasmes terrestres:
  - El foc.
  - Els llamps durant una tempesta.
  - La ionosfera.
  - L'aurora boreal.

- Plasmes espacials i astrofísics:
  - Les estrelles (per exemple, el Sol).
  - El vent solar.
  - El medi interplanetari (la matèria existent entre els planetes del sistema solar), el medi interestel·lar (la matèria entre les estrelles) i el medi intergalàctic (la matèria entre les galàxies).
  - Els discs d'acreció.
  - Les nebuloses intergalàctiques.
  - Ambiplasma.

## Propietats i paràmetres del plasma

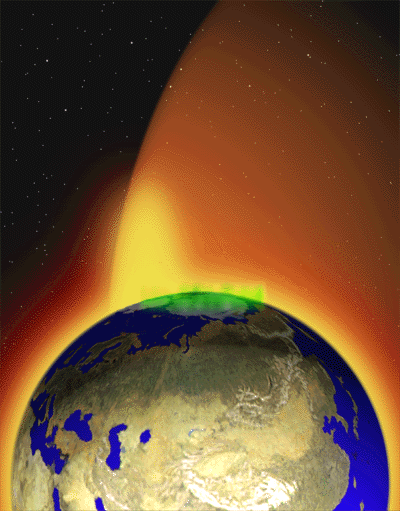
La "font de plasma" de La Terra, mostrant l'emissió de ions d'oxigen, heli i hidrogen que surten a raig cap a l'espai des de regions properes als pols de la Terra. L'àrea groga feble mostrada damunt del pol nord representa gas perdut de la Terra a l'espai; l'àrea verda és l'energia de l'aurora boreal que s'aboca altra vegada a l'atmosfera

### Definició de plasma
Encara que un plasma es descriu com un medi elèctricament neutre de partícules positives i negatives, una definició més rigorosa pot tenir tres criteris:
1. La proximitat del plasma: les partícules carregades han de ser prou properes, de manera que cada partícula influeixi en moltes partícules carregades properes, més que no pas només interaccionant amb la partícula més propera (aquests efectes col·lectius són un tret que distingeix un plasma). La proximitat del plasma és vàlida quan el nombre de portadors de càrrega dins de l'esfera d'influència (anomenada esfera Debye, el radi de la qual és la longitud de Debye) d'una partícula particular és més alt que la unitat per a proporcionar comportament col·lectiu de les partícules carregades. El nombre mitjà de partícules en l'esfera Debye ve donat pel paràmetre del plasma, "Λ" (la lletra grega lambda).
2. Interaccions de volum: la longitud de Debye (definida abans) es compara de manera resumida amb la mida física del plasma. Aquest criteri significa que les interaccions del volum del plasma siguin més importants que a les seves vores, on poden tenir lloc els efectes de frontera. Quan aquest criteri se satisfà, el plasma és quasi neutre.
3. Freqüència del plasma: la freqüència dels electrons del plasma (mesurant les oscil·lacions del plasma dels electrons) es compara amb la freqüència de col·lisió d'electró-neutre (mesurant la freqüència de col·lisions entre electrons i partícules neutres). Quan aquesta condició és vàlida, les interaccions electroestàtiques dominen sobre els processos corrents de cinètica de gasos.

### Variabilitat dels paràmetres del plasma
Els paràmetres dels plasmes poden prendre valors que varien en molts ordres de magnitud, però les propietats de plasmes amb paràmetres aparentment dispars poden ser molt similars. La taula següent considera només plasmes atòmics convencionals i no fenòmens exòtics com el plasma de quarks i gluons:

Gamma de plasmes. La densitat augmenta cap amunt, la temperatura augmenta cap a la dreta. Els electrons lliures en un metall es poden considerar un plasma d'electrons

|                                        | Gammes típiques de paràmetres de plasma: ordres de magnitud (ODM)          |                                                                                       |
| Característica                         | Plasmes terrestres                                                         | Plasmes còsmics                                                                       |
| Mida en metres                         | 10−6 m (plasmes de laboratori) a 10² m (llampec) (~8 ODM)                  | 10−6 m (embolcall de vehicles espacials) a 1025 m (nebulosa intergalàctica) (~31 ODM) |
| Vida en segons                         | 10−12 s (plasma produït per làsers) a 107 s (llums fluorescents) (~19 ODM) | 10¹ s (erupcions solars) a 1017 s (plasma intergalàctic) (~16 ODM)                    |
| Densitat en partícules per metre cúbic | 107 m-3 a 10³² m-3 (plasma de confinament d'inercial)                      | 100 (i.e., 1) m-3 (medi intergalàctic) a 10³⁰ m-3 (nucli estel·lar)                   |
| Temperatura en kèlvins                 | ~0 K (plasma cristal·lí no neutral) a 108 K (plasma de fusió magnètic)     | 10² K (aurora) a 107 K (nucli solar)                                                  |
| Camps magnètics en tesles              | 10−4 T (plasma de laboratori) a 103 T (plasma polsant de potència)         | 10−12 T (medi intergalàctic) a 1011 T (gairebé estrelles de neutrons)                 |

### Grau de ionització
Perquè el plasma existeixi, cal que hi hagi ionització. El terme densitat de plasma per si mateix normalment es refereix a la "densitat d'electrons", és a dir, el nombre d'electrons lliures per unitat de volum. El grau d'ionització d'un plasma és la proporció d'àtoms que han perdut (o guanyat) electrons, i és controlat principalment per la temperatura. Fins i tot, un gas parcialment ionitzat en què només es ionitzi un 1% de les partícules pot tenir les característiques d'un plasma (és a dir, que respongui a camps magnètics i sigui altament conductor del corrent). El grau de ionització α es defineix com α = ni/(ni + na), en què ni és la densitat del nombre de ions i na és la densitat de nombre d'àtoms neutres. La densitat d'electrons està relacionada amb això per l'estat de càrrega mitjana {\displaystyle \left\langle Z\right\rangle }dels ions a través de {\displaystyle n_{e}=\left\langle Z\right\rangle n_{i}} en què ne és la densitat del nombre d'electrons.

### Temperatures
La temperatura del plasma es mesura comunament en kèlvins o electronvolts, i és una mesura informal de l'energia cinètica tèrmica per partícula. En la majoria dels casos, els electrons són prou a prop de l'equilibri tèrmic, ja que la seva temperatura està relativament ben definida, fins i tot quan hi ha una desviació significativa d'una funció de distribució d'energia de Maxwell–Boltzmann, per exemple a causa de la radiació ultraviolada de partícules energètiques, o de forts camps elèctrics. A causa de la gran diferència en massa, els electrons arriben a l'equilibri termodinàmic entre si mateixos molt més ràpid que amb els ions o amb àtoms neutres. Per aquesta raó, la "temperatura dels ions" pot ser molt diferent (normalment més baixa) que la "temperatura dels electrons". Això és especialment comú en plasmes tecnològics feblement ionitzats, en què els ions són sovint prop de la temperatura ambient.
Basant-se en les temperatures relatives dels electrons, els ions i els àtoms neutres, els plasmes es classifiquen en "tèrmics" o "no tèrmics". Els plasmes tèrmics tenen els electrons i les partícules pesants a la mateixa temperatura, és a dir, estan en l'equilibri tèrmic els uns amb els altres. Els plasmes no tèrmics, d'altra banda, tenen els ions i els àtoms neutres a una temperatura molt més baixa (normalment, a temperatura ambient), mentre que els electrons estan molt més "calents".
La temperatura controla el grau de ionització del plasma. En particular, la ionització del plasma està determinada per la "temperatura dels electrons" relativa a l'energia d'ionització (i més feblement per la densitat) en una relació anomenada l'equació Saha. A vegades, es diu que un plasma està "calent" si és gairebé completament ionitzat, o "fred" si només una fracció petita (per exemple, un 1%) de les molècules de gas estan ionitzades (però hi ha altres definicions comunes dels termes "plasma calent" i "plasma fred"). Fins i tot, en un plasma "fred", la temperatura dels electrons encara és típicament d'uns quants milers de graus Celsius. Els plasmes que es fan servir en la "tecnologia de plasma" ("plasmes tecnològics") són normalment freds en aquest sentit.

### Potencials

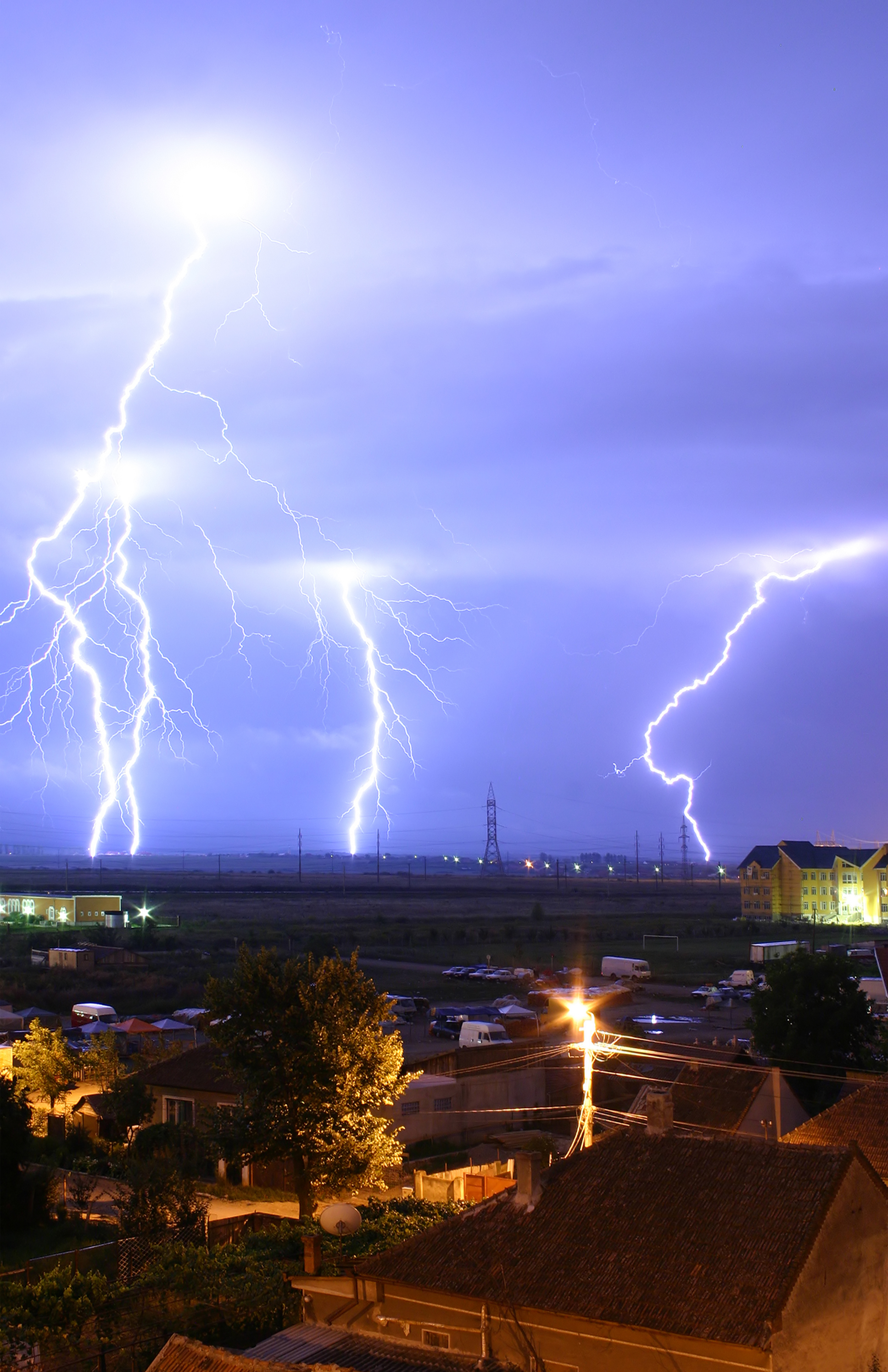
El llampec és un exemple de plasma present a la superfície de la Terra. Típicament, el llampec descarrega de 30.000 amperes a fins a 100 milions de volts, i emet llum, ones radioelèctriques, raigs X i fins i tot raigs gamma. Les temperatures del plasma en el llampec es poden apropar als ~28.000 kèlvins i les densitats d'electrons poden excedir els 10^{24}/m³

Ja que els plasmes són molt bons conductors, els potencials elèctrics tenen un paper important. El potencial com a tal existeix de mitjana en l'espai entre partícules carregades, independentment de la qüestió de com es pot mesurar, s'anomena el potencial de plasma o el potencial espacial. Si s'introdueix un elèctrode en un plasma, el seu potencial generalment serà considerablement inferior al potencial del plasma, a causa del que s'anomena un embolcall de Debye. La bona conductivitat elèctrica dels plasmes provoca que els seus camps elèctrics siguin molt petits. Això ocasiona el concepte important de "quasi neutralitat", que explica que la densitat de càrregues negatives és aproximadament igual a la densitat de càrregues positives, si es consideren volums grans de plasma ({\displaystyle n_{e}=\langle Z\rangle n_{i}}), però en l'escala de la longitud de Debye hi pot haver desequilibri de càrrega. En el cas especial que es formin dobles capes, la separació de càrrega es pot estendre algunes desenes de longituds de Debye.
La magnitud dels potencials i camps elèctrics s'ha de determinar per altres mitjans i no simplement trobant la densitat neta de càrrega. Un exemple comú n'és suposar que els electrons satisfan la "relació de Boltzmann":
{\displaystyle n_{e}\propto e^{e\Phi /k_{B}T_{e}}}.
Derivant aquesta relació, s'obté un mitjà per calcular el camp elèctric a partir de la densitat:
{\displaystyle {\vec {E}}=(k_{B}T_{e}/e)(\nabla n_{e}/n_{e})}.
És possible produir un plasma que no sigui quasi neutral. Un raig d'electrons, per exemple, té només càrregues negatives. La densitat d'un plasma no neutre ha de ser generalment molt baixa, o ha de ser molt petita, altrament seria dissipat per la força electroestàtica repulsiva.
En plasmes astrofísics, l'apantallament elèctric de Debye impedeix que els camps elèctrics afectin directament a distàncies grans (és a dir, més gran que la longitud de Debye). Però l'existència de partícules carregades provoca que el plasma generi i sigui afectat per camps magnètics. Això pot provocar comportaments extremadament complexos, com la generació de dobles capes de plasma, un objecte que separa càrregues unes quantes desenes de longituds de Debye. La dinàmica dels plasmes que interaccionen amb camps magnètics externs i autogenerats s'estudien en la disciplina acadèmica de magnetohidrodinàmica.
A vegades, es defineix també un potencial diluït que representa el moviment de les partícules que es desplacen retrògradament. És el cas, per exemple, dels llampecs.

### Magnetització
Es diu que s'imanta un plasma quan el camp magnètic és prou fort per influir en el moviment de les partícules carregades. Un criteri quantitatiu comú és que una partícula, de mitjana, completa com a mínim una revolució al voltant del camp magnètic abans de fer una col·lisió (és a dir, {\displaystyle \omega _{ce}/\nu _{coll}>1} en què {\displaystyle \omega _{ce}}és la "freqüència de rotació de l'electró" i {\displaystyle \nu _{coll}} és l'"índex de col·lisió de l'electró"). Sovint es dona el cas que els electrons s'imantin mentre que els ions no. Els plasmes imantats són anisòtrops, la qual cosa vol dir que les seves propietats en paral·lel a la direcció del camp magnètic són diferents de les perpendiculars. Mentre que els camps elèctrics en plasmes són normalment petits a causa de l'alta conductivitat, el camp elèctric associat a un plasma que es mou en un camp magnètic ve donat per E = -v x B (en què E és el camp elèctric, v és la velocitat, i B és el camp magnètic), i no és afectat per l'embolcall de Debye.

### Comparació de les fases plasma i gas
El plasma s'anomena sovint el quart estat de la matèria. És diferent d'altres estats de la matèria d'energia més baixa; més comunament sòlid, líquid i gas. Encara que està relacionat de prop amb la fase de gas, ja que tampoc no té cap forma definida o volum, se'n diferencia en un cert nombre de maneres, incloent-hi les següents:
| Propietat                             | Gas | Plasma |
| Conductivitat elèctrica               | Molt baixa L'aire és un aïllant excel·lent fins que es descompon en plasma a intensitats de camp elèctric per damunt de 30 kilovolts per centímetre                          | Normalment molt alta Per a molts propòsits, la conductivitat elèctrica d'un plasma es pot tractar com a infinita |
| Components que actuen independentment | Un Totes les partícules de gas es comporten d'una manera similar, influïdes per la gravetat, i les col·lisions de l'una amb l'altra                                          | Dos o tres Els electrons, els ions, i els àtoms neutres es poden distingir pel signe de la seva càrrega elèctrica, de manera que es comporten independentment en moltes circumstàncies, amb diferents velocitats globals i temperatures, que permeten fenòmens com tipus nous d'ones i inestabilitats |
| Distribució de velocitats             | Maxweliana Les col·lisions normalment condueixen a una distribució de velocitat maxwelliana de totes les partícules del gas, amb molt poques partícules relativament ràpides | Sovint no maxwelliana Les interaccions degudes a les col·lisions són sovint febles en plasmes calents, i les forces externes sovint poden fer-lo allunyar de l'equilibri local, i conduir a una població significativa de partícules particularment ràpides                                           |
| Interaccions                          | Binàries Les col·lisions de dues partícules en són la regla, col·lisions de tres cossos són extremadament rares                                                              | Col·lectiu Ones, o moviment organitzat del plasma, són molt importants perquè les partícules poden interaccionar a llargues distàncies a través de les forces elèctriques magnètiques . |

## Descripcions matemàtiques

Línies de camp magnètic i camins de corrent complexos autoconstrenyits en un corrent de Birkeland alineat amb el camp, que es poden desenvolupar en un plasma

Per descriure completament l'estat d'un plasma, s'haurien d'escriure totes les posicions i velocitats de les partícules, i descriure el camp electromagnètic en la regió del plasma. Tanmateix, generalment, no és pràctic o no és necessari enregistrar totes les partícules d'un plasma. Per això, els físics que estudien els plasmes, habitualment, fan servir descripcions menys detallades anomenades models, dels quals n'hi ha dos tipus principals:

### Model fluid
Els models fluids descriuen els plasmes en termes de quantitats contínues com la densitat i la velocitat mitjana al voltant de cada posició de l'espai (vegeu paràmetres dels plasmes). Un model fluid simple, la magnetohidrodinàmica, tracta el plasma com un fluid únic governat per una combinació de les equacions de Maxwell i les equacions de Navier-Stokes. Una descripció més general és un model de plasma de dos fluids, en què els ions i els electrons es descriuen separadament. Els models fluids són, sovint, acurats quan la freqüència de col·lisions és prou alta per mantenir la distribució de velocitats del plasma propera a una distribució de Maxwell-Boltzmann. Com que els models fluids normalment descriuen el plasma en termes d'un flux únic a una certa temperatura en cada localització de l'espai, no poden ni captar estructures espacials de velocitat, com bigues o dobles capes, ni resoldre efectes d'ona-partícula.

### Model cinètic
Els models cinètics descriuen la funció de distribució de la velocitat de les partícules en cada punt del plasma, i per això no necessiten suposar una distribució de Maxwell-Boltzmann. Una descripció cinètica sovint és necessària per a plasmes sense col·lisions. Hi ha dues aproximacions comunes per la descripció cinètica d'un plasma. L'una es basa a representar la funció de distribució contínua en un reixat en velocitat i posició. L'altra, coneguda com la tècnica partícula dins cel·la (PIC), inclou informació cinètica seguint les trajectòries d'un gran nombre de partícules individuals. Els models cinètics, generalment, requereixen més intensitat de càlcul que els models de fluids. L'equació de Vlasov es pot fer servir per a descriure la dinàmica d'un sistema de partícules carregades que interaccionen en un camp electromagnètic. En plasmes magnetitzats, un enfocament girocinètic pot reduir substancialment el cost computacional d'una simulació purament cinètica.

## Fenòmens de plasma complexos
Encara que les equacions subjacents que governen els plasmes són relativament simples, el comportament del plasma és extraordinàriament variat i subtil: l'emergència de comportament inesperat a partir d'un model simple és un tret típic dels sistemes complexos. Tals sistemes són, en un cert sentit, en el límit entre el comportament ordenat i el desordenat, i normalment no es poden descriure per funcions simples, funcions matemàtiques contínuament derivables, o per l'aleatorietat pura. La formació espontània de trets espacials interessants en una gamma àmplia d'escales de llargada és una manifestació de la complexitat del plasma. Les característiques en són interessants, per exemple, perquè són molt sobtades, espacialment intermitents (la distància entre característiques és molt més gran que les mateixes característiques), o tenen una forma de fractal. Moltes d'aquestes característiques es van estudiar primer al laboratori, i s'han reconegut posteriorment per tot l'univers. Exemples de complexitat i estructures complexes en plasmes inclouen:

### Filamentació
En molts plasmes s'observen estructures estirades o de tipus corda, com la bola de plasma (imatge de damunt), l'aurora, els llampecs, els arcs elèctrics, les erupcions solars, i els romanents de supernova. S'associen de vegades amb grans densitats de corrent, i la interacció amb el camp magnètic pot formar una estructura de corda magnètica. (Vegeu també esclafament magnètic.)
La filamentació també es refereix a l'autoenfocament d'un pols làser d'alta potència. A altes potències, la part no lineal de l'índex de refracció esdevé important i provoca un índex més alt de refracció en el centre del raig làser, en què el làser és més brillant que a les vores, que provoca una resposta que fins i tot centra més el làser. El làser centrat més estret té una brillantor de pic més alta (irradiància) que forma un plasma. El plasma té un índex de refracció més baix que u, i provoca un desenfocament del raig làser. La interacció de l'índex de refracció d'enfocament i el plasma que desenfoca provoca la formació d'un filament llarg de plasma que pot ser de micres a quilòmetres en llarg.

### Xocs o dobles capes
Les propietats del plasma canvien ràpidament (dins d'unes quantes longituds de Debye) al llarg d'una superfície bidimensional en presència d'un xoc (en moviment) o d'una doble capa (estacionària). Les dobles capes impliquen una separació de càrrega localitzada, que provoca una diferència de potencial gran a través de la capa, però no genera un camp elèctric a l'exterior de la capa. Les dobles capes separen regions de plasma adjacents amb característiques físiques diferents, i es troben sovint en plasmes que transporten corrent elèctric. Acceleren tant ions com electrons.

### Camps elèctrics i circuits
La quasi neutralitat d'un plasma exigeix que els corrents elèctrics del plasma es tanquin sobre si mateixos en circuits elèctrics. Aquests circuits segueixen les lleis de Kirchhoff, i tenen una resistència elèctrica i una inductància. Aquests circuits s'han de tractar, generalment, com un sistema fortament acoblat, amb el comportament en cada regió de plasma dependent del circuit sencer. És aquest acoblament fort entre elements del sistema, juntament amb la no-linealitat, el que pot conduir a un comportament complex. Els circuits elèctrics en els plasmes emmagatzemen energia inductiva (magnètica), i el circuit s'interromp, per exemple, per una inestabilitat del plasma, l'energia inductiva s'alliberarà enfora de l'escalfament del plasma i de l'acceleració. Aquesta és una explicació comuna per a l'escalfament que té lloc en la corona solar. Els corrents elèctrics, i en particular els corrents elèctrics alineats per camps magnètics (que de vegades s'anomenen de manera genèrica corrents de Birkeland), també s'observen en l'aurora de la Terra, i en filaments de plasma.

### Estructura cel·lular
Làmines primes amb canvis sobtats de les propietats del plasma en travessar la làmina poden separar regions del plasma amb propietats diferents com magnetització, densitat i temperatura, i donen lloc a un conjunt de regions en forma de cèl·lules. Els exemples n'inclouen la magnetosfera, l'heliosfera, i la làmina de corrent heliosfèric. Hannes Alfvén va escriure: "Des del punt de vista cosmològic, la nova descoberta més important en recerca espacial, probablement, és l'estructura cel·lular de l'espai. Com s'ha vist en totes les regions de l'espai que són accessibles a mesures in situ, hi ha un cert nombre de "parets cel·lulars", làmines de corrents elèctrics, que divideixen l'espai en compartiments amb diferent magnetització, temperatura, densitat, etc."

### Velocitat d'ionització crítica
La velocitat d'ionització crítica és la velocitat relativa entre un plasma ionitzat (magnetitzat) i un gas neutre sobre els quals té lloc un procés de ionització sobtat. El procés de ionització crític és un mecanisme bastant general per la conversió de l'energia cinètica d'un gas que flueix ràpidament en energia de ionització i energia tèrmica del plasma. Els fenòmens crítics, en general, són típics de sistemes complexos, i poden conduir a característiques espacials o temporals sobtades.

### Plasma ultrafred
És possible crear plasmes ultrafreds, fent servir làsers per a atrapar i refredar àtoms neutres a temperatures d'1 mK o inferiors. Llavors, un altre làser ionitza els àtoms i dona prou energia només a cada un dels electrons més externs perquè eviti l'atracció elèctrica del seu ió.
El punt clau sobre plasmes ultrafreds és que manipulant els àtoms amb làsers, l'energia cinètica dels electrons alliberats es pot controlar. Fent servir làsers polsants estàndards, l'energia dels electrons es pot fer correspondre a una temperatura tan baixa com 0,1 K, un conjunt límit per l'amplada de banda de freqüència dels làsers polsants. Els ions, tanmateix, retenen les temperatures mil·likelvin dels àtoms neutres. Aquest tipus de plasma ultrafred no en equilibri evoluciona ràpidament, i moltes qüestions fonamentals sobre el seu comportament romanen sense resposta. Els experiments duts a terme fins ara han mostrat dinàmiques sorprenents i comportament de recombinació que estan prement els límits del coneixement de la física de plasmes. Un dels estats metaestables de plasma fortament no ideal és la matèria de Rydberg, que es forma amb la condensació d'àtoms excitats.

### Plasma no neutre
La intensitat i l'abast de la força elèctrica i la bona conductivitat dels plasmes, normalment, asseguren que la densitat de càrregues positives i negatives en qualsevol regió gran sigui igual ("quasi neutralitat"). Un plasma que té un excés significatiu de densitat de càrrega o que n'està, en el cas extrem, compost només d'una espècie, s'anomena un plasma no neutre. En tal plasma, els camps elèctrics tenen un paper dominant. Exemples en són dolls de partícules carregades, núvols d'electrons tancats en una trampa de Penning, i plasmes de positrons.

### Plasma polsegós i plasma granular
Un plasma polsegós és el que conté partícules de pols minúscules carregades (normalment, es troba a l'espai), que també es comporten com un plasma. Un plasma que conté partícules més grans s'anomena plasma granular.